# IC 2792
IC 2792 је спирална галаксија у сазвјежђу Лав која се налази на листи објеката дубоког неба у Индекс каталогу.
Деклинација објекта је + 11° 24' 15" а ректасцензија 11h 23m 41,5s. Привидна величина (магнитуда) објекта IC 2792 износи 15,2 а фотографска магнитуда 16,0.